# MGP 2026
MGP 2026 bliver den 26. årlige MGP-sangkonkurrence for håbefulde sangere i alderen 8 til 15 år som bliver afholdt den 21. februar 2026.